# أديما 149–0 ستاد أولمبيك دو ليميرن
أكبر رقم قياسي لنتيجة في مباراة كرة قدم في التاريخ والمعترف بها من قبل موسوعة غينيس للأرقام القياسية هي 149-0 بين ناديين هما أديما وستاد أولمبيك دو ليميرن من مدغشقر وحدثت في 31 أكتوبر 2002. حيث تغلب أديما على غريمه التقليدي ستاد أولمبيك دو ليميرن نتيجة لاحتجاج محدد مسبقا من قبل الأخير على قرارات الحكم المنحازة ضدهم على حد تعبيرهم. وقد تجوازت هذه المباراة النتيجة السابقة كأكبر رقم قياسي وهي 36-0 في عام 1885. وسجل لاعبو فريق أولمبيك دو ليميرن كل هذه الأهداف في مرماهم. وقال أفراد من الجمهور إن لاعبي أولمبيك دو ليميرن بدأوا بعد هذه الواقعة في تسديد الكرة داخل شباك مرمامهم، وبمجرد أن يطلق الحكم صفارته معلنا احتساب هدف، فإنهم يسارعون بإعادة الكرة إلي منتصف الملعب حيث تنطلق ركلة استئناف المباراة ليسددوا الكرة مرة أخرى في مرماهم.
عقب المباراة قرر الاتحاد المدغشقري لكرة القدم ايقاف مدرب ستاد أولمبيك دو ليميرن زاكا بي لثلاث سنوات وايقاف أيضا 4 لاعبين من الفريق وهما المدافع ماميسوا رازافيندراكوتو وقائد المنتخب الملقب ب «العقارب» والمدافع مانيترانيرينا أندريانياينا، واللاعبين نيكولا راكوتواريمانانا والحارس دومينيك راكوتوناندراسانا أوقفوا حتى نهاية الموسم ومن زيارة الملاعب لنفس الفترة. تلقى جميع اللاعبين الآخرين إنذار في كلا الفريقين. حكم المباراة لم تتم معاقبته.